# پیتر وان
پیتر وان (انگلیسی: Peter Vaughan؛ زاده ۴ آوریل ۱۹۲۳ – درگذشته ۶ دسامبر ۲۰۱۶) یک هنرپیشه اهل بریتانیا بود. وی از سال ۱۹۵۴ میلادی تا سال ۲۰۱۶ مشغول فعالیت بود.
از فیلم‌هایی که وی در آن نقش داشته است، می‌توان به والنتینو، زندگی و مرگ پیتر سلرز، افسانه ۱۹۰۰، سگ‌های پوشالی، نام رمز: کیریل و مجموعه بازی تاج و تخت، ترفند، طرح‌ریزی، رویارویی، مسیحای وحشی و هَـلیم اشاره کرد.